# Plantain

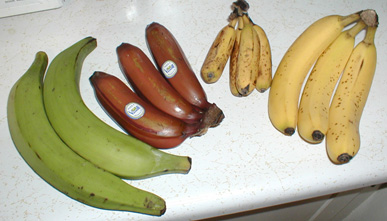
Plantainy (zcela vlevo) ve srovnání s ostatními druhy banánů

Plantain (též plantejn či plantýn) neboli zeleninový banán je plod banánovníku odrůdy Musa × paradisiaca. Je větší než jiné druhy banánů (až 30 cm) a má sytě zelenou barvu. Pro vysoký obsah škrobu se jeho dužina nejlépe hodí k tepelné úpravě. V jihovýchodní Asii, rovníkové Africe a Karibiku patří k základním potravinám s vysokou výživnou hodnotou (jeden plantain má okolo 220 kilokalorií). Připravují se z něj polévky, kaše zvaná fufu, směsi kari nebo tostones, což jsou tenké plátky plantainu smažené v palmovém oleji. Také se může usušit a rozemlít na mouku. Výhodou plantainu je, že plodí po celý rok. Velké plantainové listy jsou v tropech používány jako talíře.